# Casa d'Oldenburg

Escut d'armes del gran ducat d'Oldenburg

La Casa d'Oldenburg és una dinastia amb origen a la ciutat alemanya del mateix nom. L'actual casa reial danesa, la Casa de Glücksburg, és una branca cadet de la dinastia Oldenburg. L'elecció del comte Cristià I d'Oldenburg com a rei de Dinamarca l'any 1448 va convertir-la en una de les principals cases reials d'Europa. El 1450 també rebien el tron de Noruega. La línia principal ostentà les següents dignitats:
- Reis de Dinamarca (1448-1863)
- Reis de Noruega (1450-1814)
- Reis de Suècia (1457–1464, 1497–1501 i 1520–1521)
- Ducs de Slesvig i comtes de Holstein (1460-1544)
- Ducs de Slesvig (1544-1864)
- Ducs de Holstein (1544-1864)